# Pronpiphat Pattanasettanon
Pronpiphat Pattanasettanon (พรพิพัฒน์ พัฒนเศรษฐานนท์), noto anche con lo pseudonimo di Plustor (พลัสเตอร์) (Provincia di Khon Kaen, 13 marzo 1996), è un attore televisivo e modello thailandese.

## Biografia
Nato e vissuto nella provincia di Khon Kaen, approda in televisione alla conduzione del programma televisivo Strawberry Krubcake, su Channel 3, dal 2013 fino alla chiusura, nel 2015. L'anno successivo comincia a recitare con il ruolo di Lorthep nella seconda stagione di U-Prince Series; altri ruoli da lui interpretati sono Shang in Lovey Dovey, Torpong in Med In Love, Copper in My Dear Loser - Rak mai aothan e Point in Love Books Love Series.
In passato ha studiato alla Muangphonpittayakom School e alla Khon Kaen Wittayayon School, mentre attualmente è in facoltà di arti della comunicazione all'Università di Bangkok.

## Filmografia

### Televisione
- U-Prince Series - serie TV, 5 episodi (2016)
- Lovey Dovey - Plan rai nay jaoleh - serie TV (2016)
- Med In Love - serie TV (2017)
- Love Songs Love Series - serie TV, 5 episodi (2017)
- My Dear Loser - Rak mai aothan - serie TV (2017)
- Love Books Love Series - serie TV, 4 episodi (2017)
- Friend zone - Ao hai chat - serie TV (2018-2019)
- Happy Birthday - Wan kheud khong nay wan tay khong chan - serie TV (2018)

## Programmi televisivi
- Strawberry Krubcake (Channel 3, 2013-2015)